# صفحه دوم
صفحه دوم یا صفحه نمایشگر دوم (به انگلیسی: Second Screen) به معنای استفاده از دستگاه‌های هوشمند مثل تلفن همراه یا تبلت برای عمیق‌تر و گسترده‌تر کردن تجربه تماشای برنامه‌های تلویزیونی است. استفاده از امکانات تعاملی دستگاه‌های هوشمند برای برقراری ارتباط با مخاطبان هنگام پخش برنامه‌های تلویزیونی و انتشار محتوای مرتبط با برنامه در رسانه‌های اجتماعی مانند فیسبوک و توییتر، مثال‌های ملموسی از کاربرد تکنولوژی صفحه دوم هستند. این نوع فناوری با هدف درگیر کردن بیشتر مخاطب با برنامه تلویزیونی‌ای که در حال تماشای آن است، طراحی شده‌است. به زبان ساده، استفاده از صفحه دوم دربارهٔ محتوای تلویزیونی در حال پخش، گفتگویی آنلاین ایجاد می‌کند.

## پژوهش‌ها
چندین مطالعه، تمایل آشکار کاربران به استفاده از دستگاهی دیگر هنگام تماشای تلویزیون را نشان می‌دهند. این مطالعات همچنین، حاکی از تعداد دفعات بیشتر استفاده از تبلت یا تلفن هوشمند، هنگام تماشای تلویزیون هستند. مطالعاتی نیز به درصد بالاتر ارسال نظرات یا پست‌ها در شبکه‌های اجتماعی دربارهٔ محتوایی که مخاطبان در حال تماشای آن هستند، اشاره می‌کنند. برخی مطالعات دیگر، شواهدی دال بر بروز رفتارهای جدید از سوی کاربران، وقتی در حال مصرف محتوا از طریق چند دستگاه به صورت همزمان هستند، ارائه می‌دهند. به عنوان مثال، حیات و ساموئل-آزران (۲۰۱۷) رابطه بین استفاده از دستگاه‌های هوشمند هنگام تماشای تلویزیون و گفتمان سیاسی آنلاین را شرح داده‌اند.
علاوه بر مزیت درگیر کردن مخاطب به روش‌های مختلف (مانند نظرسنجی، گپ زدن، ارائه اطلاعات زمینه‌ای در مورد محتوایی که نمایش داده شده و سازندگان آن و…) و درآمدزایی از طریق تبلیغات، صفحه دوم می‌تواند روشی بسیار مؤثر برای مخاطب‌سنجی و کسب اطلاعات در مورد مخاطبان باشد. این روش بسیار ارزان و در دسترس است و ممکن است در آینده جایگزین روش‌های معمول مطالعه مخاطب شود.
یکی از موانع اصلی بر سر راه رشد صفحه دوم این است که بسیاری از برنامه‌ها، اپلیکیشن اختصاصی خود را برای صفحه دوم ایجاد می‌کنند، اما عملی نیست که از کاربران توقع داشته باشیم ده‌ها اپلیکیشن نصب کنند و با هر بار تغییر کانال تلویزیون، بین اپلیکیشن‌ها جابجا شوند.
برگزارکنندگان کنفرانس و جلسات تجاری نیز امروزه از صفحه نمایش دوم استفاده می‌کنند تا تعامل‌شان با مخاطبان را تعمیق بخشند. بر اساس "2014 Trend Tracker"، پدیده صفحه دوم، روندی قابل توجه و رو به رشد است. رابین استپلی، معاون ارشد طراحی و خلاقیت در GES می‌گوید: «شرکت‌کنندگان حتی هنگام تماشای یک ارائه (Presentation) به صورت زنده (یا در خانه، هنگام تماشای تلویزیون) آنچنان به دستگاه‌های هوشمند خود چسبیده‌اند که بازاریابان با ابزارهای تعامل همزمان، که شرکت‌کننده بتواند در دستگاهش به آنها دسترسی داشته باشد، آنها را تغذیه می‌کنند.» ابزارهای نرم‌افزاری به مجریان جلسه کنفرانس این امکان را می‌دهد تا اسلایدها و سخنرانی‌ها را در زمان واقعی به اشتراک بگذارند و بنابراین، شرکت‌کنندگان می‌توانند با در دست داشتن دستگاه هوشمند خود مسیر بحث را به صورت آنلاین دنبال کنند. به این ترتیب، شرکت‌کنندگان در کنفرانس از شنوندگان منفعل به همراهان فعالی تبدیل می‌شوند که با سخنران و سایر شرکت‌کنندگان تعامل می‌کنند.

## نمونه‌ها
بسیاری از نمونه‌های کاربرد فناوری «صفحه دوم» به گونه‌ای طراحی شده‌اند که امکان تعامل از طریقی دیگر را برای کاربر فراهم کنند و فضایی برای فروش محتوای تبلیغاتی باشند. البته، کاربردهای فناوری صفحه دوم ممکن است شامل مواردی شود که به‌طور رسمی با سرگرمی اولیه ارتباطی ندارند. مثلاً، صفحه ویکی‌پدیای الیزابت دوم، سومین درگاه پربازدید در سال ۲۰۱۷ در ویکی‌پدیا بود و این اتفاق تا اندازه زیادی تحت تأثیر پخش سریال تاریخی تاج رخ داد.
برخی از نمونه‌های کاربرد فناوری صفحه دوم عبارتند از:
- پوشش مسابقات گلف حرفه‌ای در برنامه آیفون (اطلاعات رتبه‌بندی، تبلیغات و…)
- برنامه‌های تلویزیونی که توئیت‌ها و نظرات کاربران در شبکه‌های اجتماعی را به صورت زنده پخش می‌کنند
- همگام‌سازی محتوای سمعی و بصری از طریق تبلیغات وب
- اپلیکیشن‌هایی که اطلاعات بیشتر دربارهٔ محتوای اصلی ارائه می‌دهند
- برنامه‌های تلویزیونی که در وبسایت‌هایشان محتواهایی ویژه صفحه دوم (اینترنت) منتشر می‌کنند
- اپلیکیشن‌هایی که محتوای در حال نمایش را در دستگاه‌های قابل حمل، همگام‌سازی می‌کنند
- کنسول‌های بازی ویدیویی که با اطلاعات اضافی مانند نقشه یا داده‌های استراتژی، که کاربر در موبایل یا تبلتش در حال تماشای آنها است، همگام‌سازی می‌شوند
- تماشای یک بازی فوتبال در تلویزیون به صورت زنده و تماشای بازی فوتبال همزمان دیگری که نتیجه آن روی بازی اول تأثیرگذار است، در تلفن همراه
- برنامه جستجوگر تلویزیون با قابلیت ارائه پیشنهاد، راهنمای الکترونیکی برنامه‌ها و شخصی‌سازی
- اپلیکیشنی که نتایج نظرسنجی را نشان می‌دهد و شکلک‌های متحرک ارسال‌شده توسط مخاطبان (همراه با نام و موقعیت جغرافیایی فرستنده) را به جای صفحه دوم کاربران در زمان واقعی روی صفحه تلویزیون نمایش می‌دهد
- تفسیر سیاسی و اجتماعی در شبکه‌های اجتماعی، مانند آنچه در صفحات مجازی دونالد ترامپ شاهد آن هستیم
- قابلیت رأی دادن توسط مخاطبان در خانه از طریق اپلیکیشن

## پخش ورزشی
پخش کننده‌های ورزشی برای جلوگیری از ریزش مخاطبان تلویزیون و تماشای مسابقه در صفحه دوم (موبایل یا تبلت) به جای صفحه اصلی (نام جدید تلویزیون)، در صفحه دوم محتوای جایگزین و تکمیلی برای برنامه اصلی ارائه می‌دهند. در واقع، هدف ارائه محتوای مکمل مرتبط با برنامه اصلی، مانند لحظات دیده‌نشده، اطلاعات جایگزین، موسیقی متن و فی معرفی بازیکنان است. همچنین، استفاده از فناوری‌های جدید به بیننده این امکان را می‌دهد تا هنگام تماشای بازی، زوایای مختلف دوربین را ببیند.
کانال ۲ تلویزیون (دانمارک)، بزرگترین کانال تلویزیونی تجاری دانمارک، خدمات صفحه دوم خود را با رویدادهای زنده دوچرخه‌سواری Giro d'Italia 2012 از ۵ تا ۲۳ می ۲۰۱۲ همگام‌سازی کرد که با کمک آن بینندگان می‌توانستند در همه دستگاه‌های متصل به اینترنت سوابق، زندگی‌نامه‌ها، اخبار، تحلیل عملکرد در مسابقات، اطلاعات شهر، آب و هوای شهر و مانند اینها را دریافت کنند. بینندگان یک کد QR را از صفحه تلویزیون اسکن می‌کردند یا با وارد کردن یک URL کوتاه، به صفحه دوم وصل می‌شدند.
در ایالات متحده، HDNet Fights از یک سرویس صفحه نمایش دوم برای همگام‌سازی پخش مستقیم مسابقات هنرهای رزمی MMA استفاده می‌کند؛ جایی که بینندگان در تلفن‌های هوشمند و تبلت‌ها می‌توانند آمار را دریافت کنند، به مبارزه‌ها رای بدهند، چت کنند، جایزه ببرند و ببینند که دیگر کاربران صفحه دوم چگونه به مبارزه‌ها رای داده‌اند که باعث پیروزی‌شان شده‌است.

## درگیرسازی هواداران دیجیتال ورزش
فناوری دیجیتال با کمک دستگاه‌های صفحه دوم، فعالیت هواداران ورزشی را گسترش داده‌است. آستانه توجه علاقه‌مندان به ورزش طی چند سال گذشته تغییر کرده و آنها به‌طور فزاینده‌ای هنگام تماشای مسابقات در استادیوم‌ها یا به‌طور زنده از تلویزیون، شروع به انجام کارهای دیگر روی دستگاه‌های هوشمند در دستشان (موبایل، تبلت، لپ تاپ و غیره) می‌کنند. افزایش نرخ نفوذ تلفن‌های هوشمند، راه را برای این تغییر چشمگیر در رفتار هواداران گشوده‌است. شبکه‌های اجتماعی، باشگاه‌های ورزشی و حامیان مالی اکنون بیشتر روی صفحه دوم تمرکز کرده‌اند تا هواداران را عمیقاً در بازی‌ها و رویدادها درگیر کنند، ارتباطشان با آنها را حفظ کنند و وفاداری هواداران را افزایش دهند. استفاده از صفحه نمایش دوم و ترکیب تجربه تماشا با ابزارها و تکنیک‌های تعامل اجتماعی، به جای روش منفعلانه مصرف، بر درگیرسازی و فعال کردن مخاطب تمرکز می‌کند. از طرف دیگر، همه احساسات و عواطف هواداران ورزش از طریق صفحه دوم برای بهینه‌سازی هرچه بیشتر سرگرمی‌ها ثبت می‌شوند.
مشارکت از طریق صفحه دوم بسیار فراتر از این روش‌های ابتدایی رأی‌گیری و حتی فراتر از فناوری «تلویزیون متصل» است. این مفهوم تنها مربوط به دکمه‌ها و فناوری نیست، بلکه مربوط به انسانها و روانشناسی می‌شود.

## نمونه‌های ایرانی
در ایران، استفاده به‌کارگیری اپلیکیشن‌های موبایلی مثل روبیکا برای رای‌گیری مسابقه خنداننده شو در برنامه خندوانه و عصر جدید، نمونه‌های بارز کاربرد صفحه دوم هستند.